# Kukur
Kukur é uma comuna (em albanês:  komuna) da Albânia localizada no distrito de Gramsh, prefeitura de Elbasan.